# First Lady della Colombia
La first lady della Colombia (first lady della nazione) è il titolo della padrona di casa della Casa de Nariño, solitamente la moglie del presidente della Colombia, in concomitanza con il mandato del presidente. Sebbene il ruolo della first lady non sia mai stato codificato o definito ufficialmente, essa occupa un posto di rilievo nella vita politica e sociale della Colombia.
Verónica Alcocer è l'attuale first lady della Colombia, in quanto moglie del 34° e attuale presidente della Colombia, Gustavo Petro.
Sebbene il titolo non fosse di uso generale fino all'8 agosto 1934, Soledad Román de Núñez, moglie di Rafael Núñez, primo presidente della Repubblica di Colombia (1886-1894), è considerata la first lady inaugurale della Colombia . Durante la sua vita fu spesso chiamata "Señora Róman de Nùñez".

## Attuale
Dall'agosto 2022 la first lady è Verónica Alcocer. Attualmente sono sei le ex first lady viventi: Nydia Quintero Turbay, ex moglie di Julio César Turbay Ayala; Ana Milena Muñoz de Gaviria, moglie di César Gaviria; Jacquin Strouss Lucena, moglie di Ernesto Samper; Nohra Puyana de Pastrana, moglie di Andrés Pastrana; Lina Moreno de Uribe, moglie di Álvaro Uribe; María Clemencia Rodríguez de Santos, moglie di Juan Manuel Santos; María Juliana Ruiz, moglie di Iván Duque.
Finora il coniuge del Presidente della Colombia è sempre stato una donna, così come la maggior parte dei coniugi di coloro che si sono candidati alla carica, con l'eccezione più recente di Noemí Sanín Posada, candidata del partito conservatore alle elezioni presidenziali del 2002 e del 2010, che, sebbene non sposata in entrambe le occasioni, il suo fidanzato, Javier Aguirre, è stato trattato dai media durante la campagna elettorale come le mogli degli altri candidati, notando che sarebbe stato il primo uomo ad accompagnare una "presidentessa" alla Casa de Nariño.

## Storia

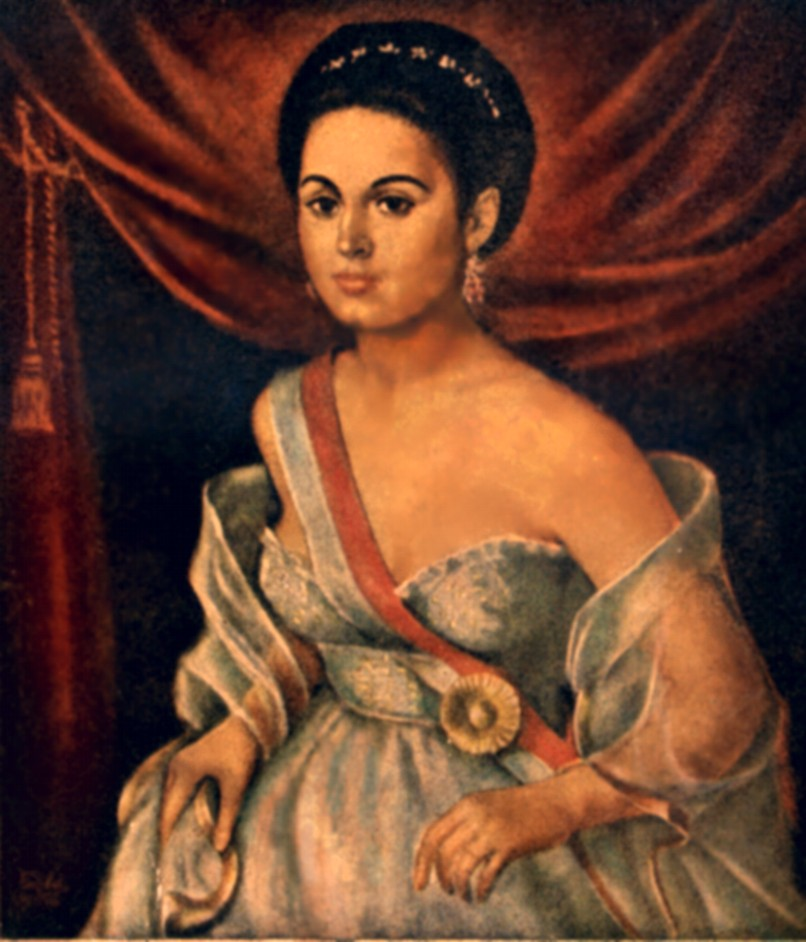
Manuela Sáenz, amante di Bolívar, conosciuta come la Liberatrice del Liberatore.

Dopo l'inequivocabile dichiarazione di indipendenza del territorio consolidato dell'ex Vicereame della Nuova Granada al Congresso di Cúcuta e la ratifica della Costituzione, il Congresso elesse il generale Simón Bolívar come Presidente della Colombia. Bolívar, tuttavia, era vedovo (la moglie María Teresa Rodríguez del Toro y Alaysa era morta nel 1803), non aveva figli, la madre era morta e le sue sorelle risiedevano lontano dalla capitale, non lasciando alcuna relazione femminile che potesse svolgere i compiti che oggi si associano a quelli della first lady. Bolívar aveva però un'amante, Manuela Sáenz Aizpuru, una donna sposata che fu l'amore della sua vita e con la quale visse nonostante le opinioni conservatrici del suo tempo. Pertanto, Sáenz servì come padrona di casa non ufficiale  della residenza di Bolívar, il Palazzo San Carlos, poiché all'epoca non esisteva un palazzo presidenziale ufficiale. Tuttavia, la portata del coinvolgimento di Sáenz nella casa di Bolívar fu tale che quando i nemici politici di Bolívar fecero irruzione nella casa nel tentativo di assassinare il presidente, lei era presente e dissuase Bolívar dall'affrontare i suoi aggressori e dal fuggire attraverso la finestra della loro camera; sebbene sia stata vilipesa durante la sua vita, oggi è considerata un'eroina nazionale.

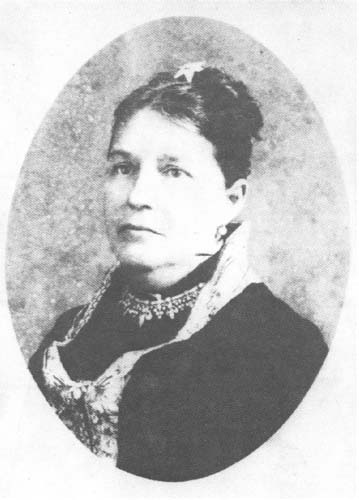
Soledad Román Polanco, Prima First Lady dell'odierna Colombia, moglie di Rafael Núñez.

Dopo le dimissioni di Bolívar alla presidenza nel 1830, il Congresso elesse Joaquín de Mosquera y Arboleda come successore di Bolívar come 2º presidente della Colombia. Mosquera era sposato con María Josefa Mosquera y Hurtado, sua cugina di primo grado, che divenne la prima persona ad essere ora considerata la first lady ufficiale della Colombia, cioè di quella che oggi è conosciuta come Gran Colombia. La prima first lady dell'attuale Colombia fu Soledad Román Polanco, la seconda moglie di Rafael Núñez. Núñez salì al potere per la prima volta nel 1880 come presidente di quelli che allora erano conosciuti come gli Stati Uniti di Colombia, ma quando si trasferì nella capitale, sua moglie Soledad Román rimase nella loro città natale di Cartagena, poiché la loro unione era fortemente criticato dalla società conservatrice e dai media dell'epoca perché Núñez aveva divorziato legalmente dalla sua prima moglie, María de los Dolores Gallegos Martínez, e aveva sposato Román con rito civile, ma secondo il diritto canonico rimasero sposati in occhi di Dio, per cui Núñez fu accusato di adulterio e Román considerato la sua amante. Román alla fine si trasferì a Bogotá quando la popolarità di suo marito crebbe al punto che la maggior parte poteva trascurare la loro unione. Quando fu ratificata la Costituzione colombiana del 1886, si formò l'attuale Colombia, con Núñez come primo presidente della Colombia e Román come prima first lady. La coppia riuscì infine a sposarsi attraverso la Chiesa quando Gallegos, la prima moglie di Núñez, morì, permettendo loro di consacrare la loro unione già legale attraverso la Chiesa e agli occhi della società cattolica conservatrice. Il loro matrimonio ebbe luogo mentre Núñez era in carica, il 23 febbraio 1889.
L'uso del titolo "First Lady" ebbe origine negli Stati Uniti, menzionato per la prima volta in riferimento a Dolley Madison, fu successivamente utilizzato in altre forme fino al 1877 quando fu utilizzato nella stampa per riferirsi a Lucy Webb Hayes, moglie di Rutherford B. Hayes. In Colombia, il titolo fu usato per la prima volta nella carta stampata nel 1933, quando la rivista Cromos lo usò per riferirsi alla moglie del presidente Franklin D. Roosevelt, Eleanor Roosevelt come First Lady degli Stati Uniti,  a quel punto il termine era ampiamente utilizzato negli Stati Uniti per riferirsi alla moglie del presidente. Il titolo fu adottato per la prima volta per l'uso colombiano l'anno successivo, quando l'8 agosto 1934 Cromos si riferì a María Michelsen Lombana come "First Lady della Colombia" durante l'inaugurazione di suo marito, il presidente Alfonso López Pumarejo.

## Elenco
| N. | First lady                | First lady                     | Data del matrimonio       | Presidente                 | Periodo           | Periodo           |
| N. | First lady                | First lady                     | Data del matrimonio       | Presidente                 | Inizio            | Fine              |
| -- | ------------------------- | ------------------------------ | ------------------------- | -------------------------- | ----------------- | ----------------- |
| 1  |                           | Soledad Román de Núñez         | 14 luglio 1877            | Rafael Núñez               | 1 aprile 1886     | 18 settembre 1894 |
| 2  |                           | Ana de Narváez Guerra          | 15 febbraio 1873          | Miguel Antonio Caro        | 18 settembre 1894 | 7 agosto 1898     |
| 3  |                           | Nazaria Domínguez              |                           | Manuel Antonio Sanclemente | 7 agosto 1898     | 31 luglio 1900    |
| 4  |                           | Matilde Osorio Ricaurte        |                           | José Manuel Marroquín      | 31 luglio 1900    | 7 agosto 1904     |
| 5  |                           | Sofía Angulo de Reyes          |                           | Rafael Reyes               | 7 agosto 1904     | 27 luglio 1909    |
| 6  |                           | Antonia Ferrero Atalaya        |                           | Ramón González Valencia    | 7 agosto 1909     | 7 agosto 1910     |
| 7  |                           | Isabel Gaviria Duque           | 16 aprile 1890            | Carlos Eugenio Restrepo    | 7 agosto 1910     | 7 agosto 1914     |
| 8  |                           | Elvira Cárdenas Mosquera       |                           | José Vicente Concha        | 7 agosto 1914     | 7 agosto 1918     |
| 9  |                           | María Antonia Suárez           | – (Figlia del Presidente) | Marco Fidel Suárez         | 7 agosto 1918     | 11 novembre 1921  |
| 10 |                           | Cecilia Arboleda de Holguín    | 9 agosto 1877             | Jorge Holguín              | 11 novembre 1921  | 7 agosto 1922     |
| 11 |                           | Carolina Vásquez Uribe         |                           | Pedro Nel Ospina           | 7 agosto 1922     | 7 agosto 1926     |
| 12 |                           | Leonor de Velasco Álvarez      | 5 giugno 1926             | Miguel Abadía Méndez       | 7 agosto 1926     | 7 agosto 1930     |
| 13 |                           | María Teresa Londoño           | 2 dicembre 1911           | Enrique Olaya Herrera      | 7 agosto 1930     | 7 agosto 1934     |
| 14 |                           | María Michelsen de López       | 26 maggio 1919            | Alfonso López Pumarejo     | 7 agosto 1934     | 7 agosto 1938     |
| 15 |                           | Lorenza Villegas de Santos     | 6 gennaio 1917            | Eduardo Santos             | 7 agosto 1938     | 7 agosto 1942     |
| 16 |                           | María Michelsen de López       | 26 maggio 1919            | Alfonso López Pumarejo     | 7 agosto 1942     | 7 agosto 1946     |
| 17 |                           | Bertha Hernández de Ospina     | 10 gennaio 1920           | Mariano Ospina Pérez       | 7 agosto 1946     | 7 agosto 1950     |
| 18 |                           | María Hurtado de Gómez         | 9 settembre 1916          | Laureano Gómez             | 7 agosto 1950     | 13 giugno 1953    |
| 19 |                           | Carolina Correa Londoño        | 30 gennaio 1930           | Gustavo Rojas Pinilla      | 13 giugno 1953    | 10 maggio 1957    |
| 20 |                           | Bertha Puga Martínez           | 10 marzo 1931             | Alberto Lleras Camargo     | 7 agosto 1958     | 7 agosto 1962     |
| 21 |                           | Susana López de Valencia       | 9 agosto 1931             | Guillermo León Valencia    | 7 agosto 1962     | 19 maggio 1964    |
| 21 | Posto vacante per decesso | Posto vacante per decesso      | Posto vacante per decesso | Guillermo León Valencia    | 19 maggio 1964    | 7 agosto 1966     |
| 22 |                           | Cecilia de la Fuente de Lleras | 14 luglio 1933            | Carlos Lleras Restrepo     | 7 agosto 1966     | 7 agosto 1970     |
| 23 |                           | María Cristina Arango          | 20 febbraio 1951          | Misael Pastrana Borrero    | 7 agosto 1970     | 7 agosto 1974     |
| 24 |                           | Cecilia Caballero Blanco       | 14 aprile 1938            | Alfonso López Michelsen    | 7 agosto 1974     | 7 agosto 1978     |
| 25 |                           | Nydia Quintero Turbay          | 10 settembre 1948         | Julio César Turbay Ayala   | 7 agosto 1978     | 7 agosto 1982     |
| 26 |                           | Rosa Helena Álvarez            | 21 gennaio 1946           | Belisario Betancur         | 7 agosto 1982     | 7 agosto 1986     |
| 27 |                           | Carolina Isakson de Barco      | 1 luglio 1950             | Virgilio Barco             | 7 agosto 1986     | 7 agosto 1990     |
| 28 |                           | Ana Milena Muñoz de Gaviria    | 20 giugno 1978            | César Gaviria              | 7 agosto 1990     | 7 agosto 1994     |
| 29 |                           | Jacquin Strouss Lucena         | 16 giugno 1979            | Ernesto Samper             | 7 agosto 1994     | 7 agosto 1998     |
| 30 |                           | Nohra Puyana de Pastrana       | 20 marzo 1981             | Andrés Pastrana            | 7 agosto 1998     | 7 agosto 2002     |
| 31 |                           | Lina Moreno de Uribe           | 1 dicembre 1979           | Álvaro Uribe               | 7 agosto 2002     | 7 agosto 2010     |
| 32 |                           | María Clemencia de Santos      | 10 settembre 1987         | Juan Manuel Santos         | 7 agosto 2010     | 7 agosto 2018     |
| 33 |                           | María Juliana Ruiz             | 15 febbraio 2003          | Iván Duque                 | 7 agosto 2018     | 7 agosto 2022     |
| 34 |                           | Verónica Alcocer               | 14 luglio 2000            | Gustavo Petro              | 7 agosto 2022     | in carica         |